# Черниш Микола Костянтинович
Мико́ла Костянти́нович Черниш (* 6 грудня 1948, Недогарки Кременчуцького району) — генеральний директор ТОВ «Виробниче об'єднання „Кременчуцький автоскладальний завод“». 1995 — заслужений машинобудівник України, 2007 — почесний громадянин Кременчука.

## Також
1981 року закінчив Харківський політехнічний інститут — машинобудівний факультет Кременчуцької філії, отримав фах інженера-механіка.
Його трудова кар'єра пов'язана з автомобілебудуванням. З 1968 року і по 1999 рік працював на Кременчуцькому автомобільному заводі.
Пройшов трудовий шлях від слюсаря-складальника до генерального директора КрАЗа.
Працював начальником цеху, начальником корпусу складання автомобілів, заступником директора з виробництва.
З 1999 року — генеральний директор Кременчуцького автоскладального заводу.
З серпня 2005 року — виконавчий директор ТОВ «Кременчуцький автоскладальний завод».
В 2010 році від Партії регіонів кандидував на посаду міського голови Кременчука.
Очолює фракцію Партії регіонів в Кременчуцькій міській раді.